# Rund um den Blankensee
Der Weg Rund um den Blankensee ist ein rund 16,5 km langer Wanderweg und Teil des FlämingWalks. Er erschließt im Naturpark Nuthe-Nieplitz die beiden Ortsteile Blankensee und Stangenhagen der Stadt Trebbin, den Ortsteil Stücken der Gemeinde Michendorf sowie den Gemeindeteil Körzin im Ortsteil Zauchwitz der Stadt Beelitz. Er führt damit sowohl durch den Landkreis Teltow-Fläming wie auch durch den Landkreis Potsdam-Mittelmark im Land Brandenburg.

## Verlauf

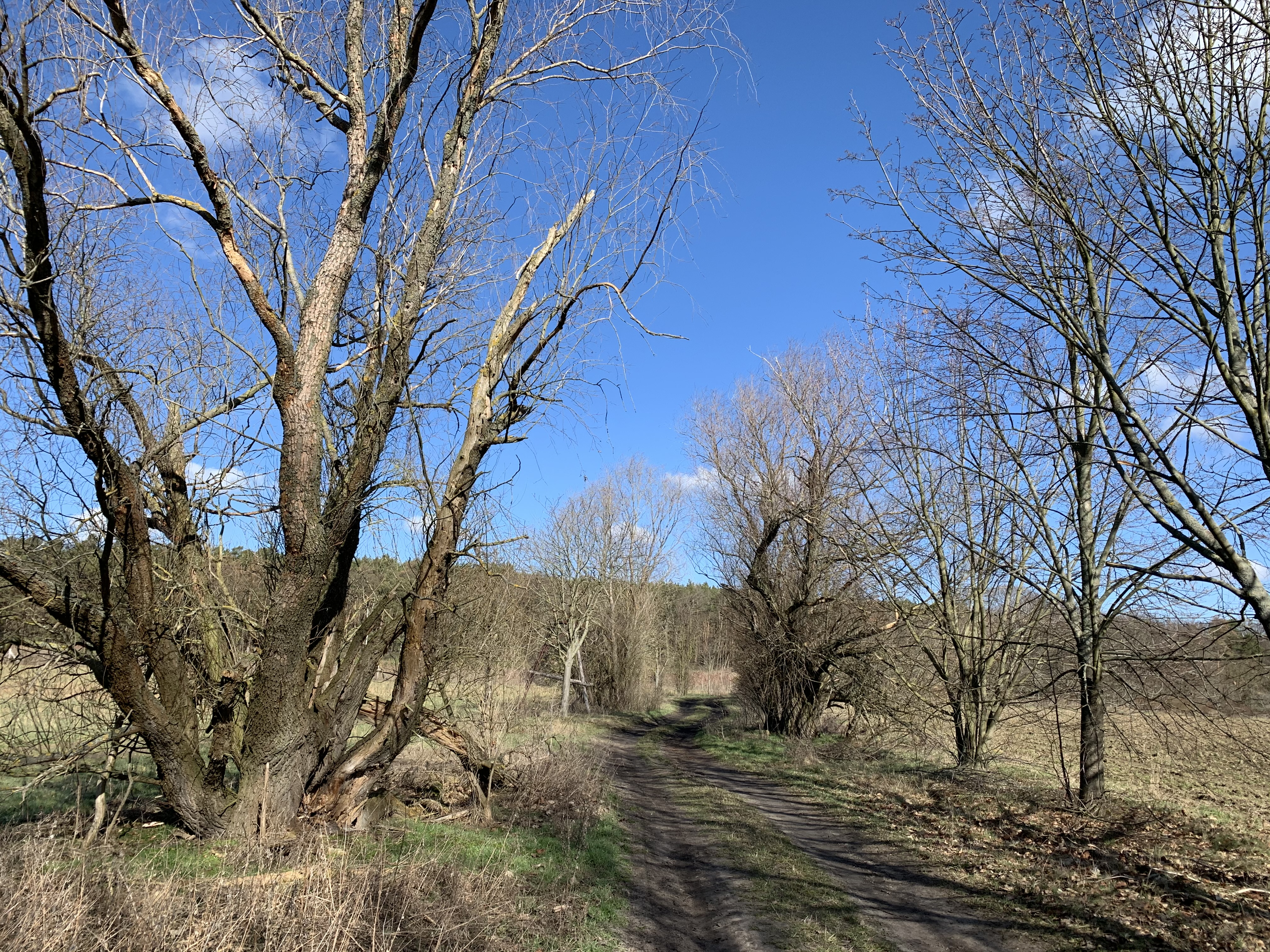
Feldweg bei Stücken

Zwar handelt es sich um einen Rundweg, im Kartenmaterial des FlämingWalks ist dennoch ein Parkplatz südöstlich des Dorfzentrums von Blankensee als Ausgangspunkt angegeben. Von dort führt die Route in südlicher Richtung entlang der Landstraße nach Schönhagen. Zur westlichen Seite werden dabei die Straßen Am Mühlenberg und Am Blankensee passiert. Anschließend zweigt die Route in südwestlicher Richtung in einen Feldweg ein. Über den Schönhager Binnengraben, einen Meliorationsgraben, erreicht der Wanderer nach rund 500 m eine freie Fläche mit Blick auf den Blankensee und Blankensee. Der Weg führt in westlicher Richtung über den Wohnplatz Seeblick der Stadt Trebbin nach weiteren 400 m zu einem südlich gelegenen Aussichtspunkt, der im Kartenwerk fälschlicherweise als Aussichtsturm beschrieben wurde.
Im weiteren Verlauf führt der Weg in südsüdwestlicher Richtung am Mühlenberg vorbei auf die Bergstraße mit der östlich gelegenen Dorfkirche Stangenhagen. Im Ortskern zweigt die Route in westlicher Richtung in Richtung Körzin ab. Nach rund 150 m wird dabei das Pfefferfließ und nach weiteren 250 m die Nieplitz überquert. Der Weg verläuft nun im Landkreis Potsdam-Mittelmark. Nach rund 550 m auf einem kombinierten Rad-/Wanderweg in nordwestlicher Richtung führt die Route auf der Dorfstraße nach Körzin. Im Ortskern führt ein nach Nordwesten verlaufender Wanderweg entlang des Königsgrabens Tremsdorf in den Kern der Niederungsfläche.
Im weiteren Verlauf führt der Weg zunächst in westlicher Richtung durch ein kleines Waldgebiet aus dem Naturschutzgebiet heraus und anschließend zunächst in nördlicher Richtung durch eine Freifläche, um danach in nordöstlicher Richtung nach Stücken abzuzweigen. Der Weg quert den Schafgraben und erreicht anschließend den südöstlichen Teil von Stücken. Im Ort zweigt der Weg nach Südosten in Richtung Blankensee ab. Nach rund 600 m wird dabei ein Waldgebiet mit einem Rastplatz erreicht, anschließend der Wohnplatz Gut Breite der Gemeinde Michendorf. Hier quert der Weg erneut den Königsgraben Tremsdorf und erreicht wieder den Landkreis Teltow-Fläming. Im Ort passiert der Weg die Dorfkirche Blankensee und führt anschließend auf einem Stichweg zu einem Vogelbeobachtungsturm an den Ungeheuerwiesen, der sich nördlich des Dorfkerns befindet. Zurück im Dorfkern führt der Weg am Herrenhaus Blankensee vorbei zu einem Bohlensteg, der über den Blankensee führt. Entlang des Ruhemannwegs führt die Tour zum Ausgangspunkt zurück.